# Timor (Vorname)
Timor ist ein männlicher Vorname. Der Vorname wurde in der Verwendung im 16. Jahrhundert direkt von dem Lateinischen timor ‚Gottesfurcht‘ abgeleitet. Bei dem erneuten Auftreten im 20. Jahrhundert handelt es sich wohl um eine Variante von Timur.

## Namensträger
- Timor Taimuras Kasaraschwili (* 1959), georgisch-sowjetischer Ringer
- Timor Avitan (* 1991), israelischer Fußballspieler

Fiktive Personen:
- Timor, Erzähler im Märchenfilm Frau Holle (2008)